# My Friends
"My Friends" é uma canção da banda estadunidense Red Hot Chili Peppers e a quarta faixa em seu álbum de 1995 One Hot Minute. Foi lançado como o segundo single do álbum. É a única canção de One Hot Minute a ser incluída na coletânea Greatest Hits, embora o vídeo da música de "Aeroplane" apareça no DVD. 
O Red Hot Chili Peppers apareceu no Late Show with David Letterman logo após o lançamento do álbum para executar "My Friends". A banda não apresentou "My Friends" ao vivo desde 1996.
O refrão da canção foi usado como parte de da Polka Medleu "Alternate Polka" de "Weird Al" Yankovic, em seu álbum Bad Hair Day.

## Musica e vídeo
O videoclipe mostra a banda em muitas encarnações em um pequeno barco, encalhado em uma grande extensão de águas traiçoeiras. Este vídeo foi dirigido por Anton Corbijn. Eles tinham um segundo vídeo gravado para a faixa, dirigido por Gavin Bowden, no qual eles estavam em um estúdio. O último pode ser visto no DVD do Greatest Hits e no canal da banda no YouTube.

## Lista de faixas
Único CD (1995)
1. "My Friends" (álbum)
2. "Coffee Shop" (álbum)
3. "Let's Make Evil" (inedito)
4. "Stretch" (inedito)

CD versão 2 (1995)
1. "My Friends" (álbum)
2. "Coffee Shop" (álbum)
3. "Let's Make Evil" (inedito)

12" single "(1995)
1. "My Friends" (álbum)
2. "Coffee Shop" (álbum)
3. "Let's Make Evil" (inedito)
4. "Stretch" (inedito)

| Precedido por "Name" by Goo Goo Dolls                              | Single número um da Billboard Modern Rock Tracks 18 de novembro a 9 de dezembro de 1995 | Sucedido por "Glycerine" de Bush              |
| Precedido por "Name" by Goo Goo Dolls                              | Single número um da Billboard Mainstream Rock Tracks 9 a 30 de dezembro de 1995         | Sucedido por "Cumbersome" de Seven Mary Three |
| Precedido por Bullet with Butterfly Wings by The Smashing Pumpkins | Single número um da Canadian RPM Alternative 30 4 a 18 de dezembro de 1995              | Sucedido por "One of Us" de Joan Osbourne     |